# Robert Prétavoine-Bidault
Robert Prétavoine-Bidault est un homme politique français né le 14 juin 1765 à La Haye-de-Calleville (Eure) et mort le 25 mai 1837 à Bernay (Eure).

## Biographie
Ancien négociant à Bernay, administrateur des hospices de la ville, il est député de l'Eure de 1820 à 1823, siégeant dans la majorité soutenant les gouvernements de la Restauration.

## Sources
- « Robert Prétavoine-Bidault », dans Adolphe Robert et Gaston Cougny, Dictionnaire des parlementaires français, Edgar Bourloton, 1889-1891 [détail de l’édition]